# The Life of Mammals
The Life of Mammals (Življenje sesalcev) je dokumentarna serija o naravi, ki jo je napisal in predstavil David Attenborough, prvič pa so jo v Združenem kraljestvu predvajali 20. novembra 2002.
Študija o razvoju in navadah različnih vrst sesalcev je bila četrta Attenboroughova specializirana raziskava po njegovi glavni trilogiji, ki se je začela z  Life on Earth (Življenjem na Zemlji). Vsaka od desetih epizod obravnava eno (ali več tesno povezanih) skupin sesalcev in razpravlja o različnih vidikih njihovega vsakodnevnega obstoja in njihovem evolucijskem izvoru. Vse epizode so dolge 50 minut, razen zadnje, ki je dolga 59 minut.
Serijo je producirala BBC Natural History Unit v sodelovanju z Discovery Channel. Izvršni producent je bil Mike Salisbury, glasbo pa sta zložila Dan Jones in Ben Salisbury. Kasneje so jo prikazali tudi na Animal Planet.
Del serije Življenje Davida Attenborougha je bil pred njim The Life of Birds  (Življenje ptic, 1998), sledila pa mu je Life in the Undergrowth (Življenje v podrasti, 2005). Toda med prvo in to serijo je David Attenborough predstavil State of the Planet (Stanje planeta, 2000) in pripovedoval The Blue Planet (Modri planet, 2001).

## Ozadje
Sesalci so tako razširjena, raznolika in uspešna skupina živali, da jim je Attenborough pred tem posvetil nič manj kot pet epizod Life on Earth. Kljub temu je ostalo marsikaj neizrečenega in vedenje, ki doslej ni bilo posneto. Življenje sesalcev naj bi bilo njegovo dokončno poročilo o tej temi.
Attenborough se je serije lotil na predlog BBC-jeve enote za naravoslovje. Naravoslovčeva žena Jane je umrla leta 1997, sredi nastajanja serije The Life of Birds, zaradi česar je bilo snemanje preloženo. Vendar pa je bil Attenborough hvaležen za dejstvo, da je treba opraviti še nekaj dela, da bi zagotovili njegovo dokončanje. Podobno je bil vesel še ene priložnosti, da se zaposli:
 »Življenje ptic je bilo predvajano jeseni 1998 in je bilo dovolj dobro sprejeto, da me je enota vprašala ali bi se želel lotiti še ene podobne serije o drugi skupini živali. Kaj pa sesalci? Bil sem sredi sedemdesetih let vendar sem se odločil, da bom raje to naredil, kot da bi sam sedel doma.« 

## Produkcija
Attenborough je kljub svoji starosti potoval prav tako veliko kot v vseh svojih prejšnjih produkcijah, pri čemer je vsako epizodo preskočil na številne lokacije po vsem svetu.
Snemanje je kot vedno postreglo s številnimi izzivi. Da bi prvič posneli posnetke skunkov, ki iščejo hrano v jami netopirjev, je bilo treba za posadko sprejeti dodatne zaščitne ukrepe, saj je bilo okolje zelo sovražno. Zrak je bil poln amoniaka, glavni stanovalci so obilno urinirali od zgoraj, med drugimi prebivalci pa so bili mesojedi črvi in klopotača.
Za sekvenco medvedov grizlijev od blizu je snemalno ekipo spremljal Buck Wilde, specialist za ursine. Ko je bil medved preveč radoveden, mu je lahko preprosto z dvigom rok ukazal, naj se obrne stran. Vendar pa je snemalec priznal, da je bil takrat prepričan, da bo prišel trenutek, ko bo žival kar tako nadaljevala proti njim.
Da bi se povzpeli v krošnje tropskega deževnega gozda, je posadka s katapultom izstrelila ribiško vrvico 100 metrov v najvišje veje. To je bilo nato pritrjeno na protiutežni sistem vrvi in škripcev. Težave, ki so bile vključene, so bile najprej dejansko iskanje idealnega drevesa, nato pa, ko so se odločili za opazovanje mimoidočih kač in primatov na poti do vrha.
Velike mačke, ki lovijo ponoči, kot so levi, leopardi in tigri, še nikoli niso bile obširno posnete pri tem. Toda najnovejša infrardeča tehnologija je razkrila vedenje, o katerem so prej ugibali iz dokazov, odkritih naslednji dan.
Serija je bila med prvimi, ki je izkoristila prednosti digitalne televizije. Po prenosu vsake epizode na BBC One so zemeljskim gledalcem prikazali desetminutni igrani film o vidiku njenega ustvarjanja. Tisti z digitalno opremo so imeli možnost preklopa na interaktivni kviz, ki ga je gostil Attenborough.

## Teme
Attenborough je bil v svoji prejšnji naravoslovni seriji zadržan do opisovanja človekovega vpliva na naravno okolje (razen če je bilo pomembno za vsebino, kot v zadnji epizodi The Living Planet ali The First Eden). Vendar pa je voditelj od State of the Planet postal bolj odkrit v javnosti o tej temi. V zadnji epizodi te serije, "Hrana za razmislek", je izkoristil priložnost in izrecno predstavil primer iskanja načinov za reševanje prenaseljenosti.

## Epizode
»Toplokrvnost je eden ključnih dejavnikov, ki so sesalcem omogočili, da so osvojili Zemljo in razvili najbolj zapletena telesa v živalskem kraljestvu. V tej seriji bomo potovali po svetu, da bi odkrili, kako raznoliki in kako osupljivi so sesalci.« — David Attenborough, iz prve epizode

### 1. "Zmagovalna oblika"
Prva epizoda, ki je bila predvaja 20. novembra 2002, daje splošen pregled sesalcev, preden preide na stokovce in vrečarje. Attenborough začne na visoki Arktiki, kjer primerja zmožnost polarne lisice, da tam ves čas živi (zahvaljujoč njenemu gostemu kožuhu) in svojo potrebo po zaščitni obleki, čeprav sta oba sesalca. Od tam odpotuje v Avstralijo, da bi ponazoril razvoj vrste s pomočjo kljunatih ježkov in kljunaša. Obe bitji, za razliko od vseh drugih sesalcev, odlagata jajca – podobno kot ptice in plazilci – in obstajata že 100 milijonov let. Z optično sondo je mogoče prvič prikazati notranjost kljunaševega gnezda. Značilna značilnost vrečarja je njegova vreča, znotraj katere se razvijajo mladiči, ki so bili rojeni zunaj. Kenguruji in koale sta dva primera, ki prebivata v toplem okolju, medtem ko vombat kaže svojo sposobnost, da prenese hladno podnebje. Zlasti rdeči kenguruji so bolj doma v sušnih, puščavskih razmerah, medtem ko so njihovi sivi bratranci (Macropus giganteus) družabni in imajo raje bolj zmerno podnebje. Jezik sesalcev je zelo prilagodljiv, jezik numbatov (Myrmecobius fasciatus) in medenih oposumov (Tarsipes rostratus) pa je postal močno razširjen, da omogoča nabiranje žuželk oziroma nektarja. Vendar pa so najuspešnejša skupina sesalcev višji sesalci. Attenborough je priča rojstvu gnuja in pojasnjuje tako nevarnosti kot prednosti tega načina razmnoževanja.

### 2. "Lovci na žuželke"
Ta epizoda obravnava žužkojede živali. Rovke so potomci najzgodnejših sesalcev, ki so bili begajoča bitja, ki so se prehranjevala z žuželkami. Njihova topla kri jim je omogočala lov ponoči, medtem ko so dinozavri spali; negovale so svoje mladiče in jim dajale mleko. Ko so dinozavri izumrli pred približno 65 milijoni let, so značilne lastnosti preživelih sesalcev pomenile, da so se lahko razmnoževali. Ta rovki podobna bitja so se razvila: rilčasti skakač (Macroscelides) je prikazan poleg pripravljene poti za pobeg; drugi pa so se nadalje prilagodili vrstam krtov, vključno z zlatim krtom. Povečana relativna velikost pasavcev je nastala, ker so razširili svojo prehrano. Druge živali so se povečale, ker je bilo na voljo več njihove najljubše prehrane: med njimi sta veliki mravljinčar (Myrmecophaga tridactyla) in luskavci. Vendar pa Attenborough pozdravlja razvoj netopirja – krilatega lovilca žuželk sesalcev, ki lahko krmari z uporabo eholokacije – kot "čarobnega". Evropski rjavi uhati netopir izklopi svojo eholokacijo in nato s svojim izostrenim sluhom s svojimi gibi zazna lokacijo žuželke. Povzpne se 3 kilometre v nočno nebo nad Teksasom, da bi raziskal, zakaj mora biti na takšni višini toliko netopirjev. Izkazalo se je, da so to tudi višine, na katere se med selitvijo povzpnejo nočni metulji iz Tropov. Medtem ko so netopirji v Teksasu pozimi prisiljeni migrirati, Attenborough obišče jamo v Kanadi, kjer ostanejo vse leto in se spustijo v globoko hibernacijo, ko pride hladno vreme. Zdi se, da so se na Novi Zelandiji netopirji vrnili k lovskim tehnikam svojih prednikov in so prikazani, kako se lotevajo žuželk na tleh.

### 3. "Rastlinski plenilci"
Naslednja epizoda obravnava rastlinojede sesalce. Lenivci so listojedci, vendar so pomanjkanje hranil v prehrani nadomestili z manj dela (njihove reakcije so za četrtino hitrejše od človeških). To ne velja za vse rastlinojede živali, ki se zanašajo na bakterije v želodcu, da prebavijo celulozo iz listov. Rastline so lahko strupene, vendar se južnoameriški tapirji (Tapirus terrestris)– največji prebivalci južnoameriškega deževnega gozda – spopadajo z njimi tako, da pojedo malo vsake vrste in jo nato dopolnijo s kaolinom. Žvižgači nabirajo in shranjujejo rastline, da preživijo zimo. Attenborough v Vzhodni Afriki prek infrardečih kamer opazuje čredo slonov, ki se stiskajo v temni jami in z okli dolbejo stene, da bi izkopali sol za svojo prehrano. Pašne živali, kot sta severni jelen in gnu, se morajo na začetku zime preseliti in opraviti dolga potovanja, da bi našle nove pašnike. Kljub bodičasti obrambi imajo akacijo najraje antilope, sloni in žirafe, ki imajo vse prilagoditve, da dosežejo njene liste. Manjše pašnike vedno ogrožajo mesojede živali: zato so razvili sredstva, s katerimi jih odkrijejo in se jim izognejo in to pogosteje, kot se morda domneva. Prikazana je čreda bivolov, ki brani enega od svojih tako, da napade leve, ki ga napadajo. Vendar pa se rogovi antilope uporabljajo predvsem za boj med seboj, da bi določili položaj znotraj svoje skupine in ohranili harem. Topiji (Damaliscus lunatus jimela) so prikazani, kako to počnejo do te mere, da so tako izčrpani, da zlahka podležejo krdelu hijen.

### 4. "Glodavci"
Četrta epizoda obravnava glodavce, za katere so značilni močni, ostri, nenehno rastoči sekalci. Te živalim omogočajo, da jedo hrano, ki se drugim zdi nemogoča, na primer orehe ali les, in so jim omogočile, da postanejo najuspešnejši in najštevilčnejši od vseh sesalcev. Attenborough obišče gozdove Virginije, kjer lahko sive veverice (Sciurus carolinensis) razlikujejo med želodom rdečega hrasta in belega hrasta: slednjega pojedo, prvega pa shranijo. Semenojedci lahko živijo skoraj povsod, kengurujeva podgana, ki živi v puščavi, pa uporablja svoje lične vrečke, da svojo zalogo prenese v svoj rov. Družina bobrov je prikazana v Wyomingu. Njihove gradbene sposobnosti so omogočile izgradnjo jezu, ki jim je dal jezero, da lahko varno plavajo in iščejo hrano v bližnjem gozdu. Pozimi so v njihovem brlogu namestili infrardeče kamere in odkrili so, da si ga delijo s parom pižmovk. Številni glodavci so nočni in prikazan je afriški ježevec (Hystrix cristata), ki grozi mlademu leopardu. Gola miš (Heterocephalus glaber) je ropar, ki tako kot čebele in mravlje, za razliko od drugih sesalcev, živi kolonialno s kastami posameznikov. Podgane in miši so največja skupina glodalcev, saj jih je okoli 1300 vrst. Hitro se razmnožujejo: samica hišne miši lahko zanosi pri petih tednih, prikazana pa je kuga teh bitij, ki izkoriščajo skladišče žita. Patagonska mara (Dolichotis) se mora prehranjevati s travo na planjavah, vendar še vedno gnezdi v rovih. Največji glodalec na svetu je kapibara je polvodna žival iz Južne Amerike.

### 5. "Mesojedci"
Ta epizoda je posvečena mesojedim sesalcem. Attenborough začne na angleškem podeželju, kjer poleg ljudi, ki redijo ovce, velika podlasica zasleduje in ujame zajca. Meso je eno izmed najbolj energijsko bogatih živil, kar obstaja, in obstaja več skupin, ki se prehranjujejo izključno z njim. Med najplodnejšimi, ki to počnejo, so mačke in psi. Prilagoditve psov so različne in jih ponazarjajo razlike med feneki in polarnimi lisicami. Medtem je največja koncentracija mesa na ravnicah Afrike; afriški hijenski psi so prikazani, kako z učinkovitim timskim delom ujamejo gnuja. Vendar pa je največji divji kanid volk in Attenborough uspešno komunicira s tropom teh v Severni Ameriki, preden se ti podajo na naporen lov na lose. V Afriki uporabljajo infrardeče kamere za pregledovanje nočnih aktivnosti levov, ki zrušijo zebro. Čez dan samotarski gepard – najhitrejša žival na štirih nogah – hitro prehiti impalo in jo požre. Ena izmed najbolj prilagodljivih velikih mačk je leopard in infrardeča tehnologija se spet uporablja za opazovanje enega od njih, ko v indijski vasi išče domače koze. Pri tem se nevarno približa koči, kjer Attenborough sedi s svojo opremo za opazovanje. Nazadnje Attenborough obišče zamrznjeni sever, da bi bil priča najmočnejšemu plenilcu živalskega kraljestva, sibirskemu tigru, čeprav tistemu, ki je v ujetništvu.

### 6. "Oportunisti"
Naslednja epizoda se ukvarja s tistimi sesalci, ki so vsejedi. Attenborough gre v živalski vrt v Atlanti, da bi videl orjaško pando. Njegovo restriktivno dieto z bambusom primerja z manj selektivnimi oblikami prehrane, ki dajejo prednost drugim vrstam. Rakun je med najuspešnejšimi: občutljive šape in vedoželjna narava so mu omogočile, da je postal izjemno prilagodljiv. V drugi skrajnosti pa je eden najredkejših vsejedov babirusa, neke vrste prašič, ki ga najdemo v Indoneziji. Dober voh je bistvenega pomena za takšna bitja in divje svinje so postale vešči iskalci krme. Lisice so pridobile sloves po tem, da ubijejo več kokoši, kot je potrebno: pravzaprav izkazujejo predvidevanje tako, da zakopljejo odvečno hrano, da bi jo kasneje pojedle. Skunki obiščejo jamo netopirjev in prečkajo preprogo gvana, da bi poiskali mladiče, ki padajo s stropa. Najbolj mogočni oportunisti so medvedi grizliji in Attenborough jih opazuje pri lovljenju selitvenih lososov na Aljaski. Podrobno so obravnavane njihove prehranjevalne navade pred zimskim spanjem. Zamenjava naravnih habitatov s sodobnimi mesti in ekstravaganca njihovih človeških prebivalcev sta mnogim zagotovila bogat vir preživetja. Rakuni, medvedi in lisice so se dobro prilagodili mestnemu življenjskemu slogu. Vendar je v tem pogledu najbolj množična rjava podgana. Na koncu Attenborough poudarja, da so oportunistične lastnosti ljudi tiste, ki so jim omogočile prevlado nad svetom.

### 7. "Vrnitev v vodo"
Ta epizoda se osredotoča na morske prebivalce. Attenborough, ki jezdi na slonu, izpostavi njuno ljubezen do vode, preden preide na tiste, ki so v njej popolnoma doma. Sorazmerno s svojo velikostjo imajo morske vidre (Enhydra lutris) verjetno največji apetit od vseh sesalcev in Attenborough plava z njimi ob kalifornijski obali. Njihove prilagoditve vključujejo mrežaste noge, ki so tako ali drugače (kot plavuti) skupne vsem morskim sesalcem. Prikazani so morski levi, ki svoje mladiče prvič vodijo v vodo in krmarijo po zapletenih gredah alg. Na Antarktiki so ponazorjene razlike med pravimi tjulnji in morskimi levi: prvi nimajo zunanjih ušes ali gibljivosti na kopnem kot drugi. Medtem so na Arktiki mladiči tjulnjev plen severnih medvedov. Drugi prikazani plavutonožci so kapičasti tjulenj (Cystophora cristata) in navadni tjulenj. Morska krava je pašna, kar izvira iz kopenskih rastlinojedih živali in vse svoje življenje preživi v vodi. V bližini jugovzhodne Amerike so delfini, ki so specializirani za sinhrono "spravljanje" rib na rečne bregove, preden se nahranijo. S pomočjo računalniške animacije Attenborough prehodi dolžino sinjega kita – največjega bitja na planetu –, da pokaže njegovo ogromno fiziologijo, nato pa skupaj z enim potuje po odprtem oceanu. Preučuje se oglašanje kitov, zlasti kitov grbavcev. Ob obalah Patagonije so prikazane burne razmnoževalne navade južnomorskih kitov.

### 8. "Življenje na drevesih"
Naslednja epizoda raziskuje drevesne sesalce. Attenboroughova predstavitev poteka v tesni družbi surikat (Suricata suricatta). Delujejo kot ekipa in ena bo vedno opazovala. Za to se povzpne na najvišjo točko v bližini, ki se v tem primeru izkaže za Attenboroughovo ramo. V krošnjah tropskega deževnega gozda je večja raznolikost hrane kot kjer koli drugje v naravnem svetu, zato ni presenetljivo, da tam živi veliko živali. Lenivci in coati ponazarjajo spretnosti, potrebne za premikanje v takšnem habitatu. Še posebej primerni za vzpenjanje po drevesnih deblih so sončni medvedi in tamandue, slednji imajo oprijemljiv rep, nekaj, kar ima skupno z volnato opico. Leteča veverica lahko zaradi krznene membrane med zapestjem in gležnjem preskoči razdaljo 15 metrov. Prikazana je tudi petmilijonska kolonija letečih lisic, le malo pa na njihovo število vplivajo grabežljivi orli in krokodili. Infrardeče kamere se ponovno uporabljajo za preučevanje nočnih lorijev in manjših galagov. Njihovi sorodniki prednikov so dosegli otok Madagaskar, kjer so se razširili in so znani kot lemurji. Posebej spretni so pri skokih, njihova tehnika pa je analizirana. Lovi jih fosa (Cryptoprocta ferox), drevesni mesojedec, ki jim je atletsko kos. V gozdovih jugovzhodne Azije je mogoče najti "vrhunskega drevesnega popotnika", najhitrejše neleteče prebivalce krošenj na svetu: gibone.

### 9. "Družbeni plezalci"
Predzadnja epizoda se osredotoča na opice. Skupaj z opicami (kamor sodi tudi človek) so opice del najbolj družabne skupine sesalcev. Njihove navade so zakoreninjene v odnosih z drugimi podobnimi ter v naravni inteligenci in radovednosti. Kapucinke pokažejo vse te lastnosti, ko iščejo hrano. Različne barve obraza sakijev označujejo starost v skupini. Edine nočne opice so douroucoulis – navadna ponočna opica. Nočna aktivnost jim omogoča, da delijo vire hrane z drugimi na istem območju. Mala svinjačka, najmanjša opica na svetu, je ujeta, kako se hrani na vrhovih dreves in gloda drevesna debla, da se posladka z žvečilnim gumijem v notranjosti. Prikazane so različne vrste tamarink, ki sodelujejo, da bi druga drugo opozorile na prisotnost skupnega plenilca, tajre (Eira barbara). Opice imajo dober barvni vid, opice vriskači pa ga uporabljajo za izbiro nestrupenih listov za uživanje. Attenborough potuje skozi afriško džunglo z zavezništvom vrst: več vrst opic in celo mmanguste se združijo, da pazijo na nevarnost. Za vsakega sovražnika imajo drugačen alarm in Attenborough to pokaže tako, da v bližino postavi nagačenega leoparda. Na Šrilanki se naravoslovec druži tudi s tropom šrilanških makakov – eno najbolj raziskanih skupin opic na svetu. Ugotovljeno je bilo, da so bitja rojena v razrednem sistemu, v katerem položaj prinaša privilegije. Ko se je podnebje na svetu pred 10 milijoni let spremenilo, so se nekatere opice podale na odprto travinje, ponazarjajo pa jih nekateri najbolj iznajdljivi: pavijani in dželade (Theropithecus gelada).

### 10. "Hrana za razmislek"
Zadnja epizoda, predvajana 5. februarja 2003, preučuje opice in razvoj človeške družbe do trenutnega stanja. Na Borneu so se rešeni orangutani, ki so nekaj časa preživeli z ljudmi, naučili posnemati njihove dejavnosti, in to povsem na lastno pobudo. Prikazani so, kako ročno veslajo s kanujem, perejo nogavice ter uporabljajo kladivo in žago. V Afriki Attenborough naleti na skupino osirotelih šimpanzov, ki jih pripravljajo na vrnitev v divjino. Spet izkazujejo veliko sposobnost pridobivanja znanja in njegovega posredovanja. V Ugandi obstaja drugačna kultura šimpanzov, kjer velika koncentracija rivalskih samcev živi v nelagodnem zavezništvu, ki lahko v redkih primerih privede do skrajnega nasilja. V Tanzaniji Attenborough preiskuje nekaj najzgodnejših odtisov stopal, ki so jih pustili človekovi pokončno hodeči predniki. V puščavi Kalahari se avtohtoni San (Bušmani) lotijo lova na vztrajnost. Ponazarja, kako zgodaj je človek zasledoval svoj plen brez orožja. Udomačitev goveda je vodila do kmetij in nato do vasi. Z močno povečanimi zalogami hrane se je število ljudi pomnožilo. Obredi in umetnost so cveteli, vasi pa so postale mesta. Attenborough obišče Tikal, glavno mesto ljudstva Majev, ki so dosegli sofisticiran napredek v arhitekturi, matematiki in astronomiji. Vendar pa Maji niso mogli vzdrževati svojega prebivalstva – in Attenborough opozarja, da smo morda negotovo blizu podobni katastrofi.
 »Tri milijone let in pol loči posameznika, ki je pustil te odtise v afriškem pesku, od tistega, ki jih je pustil na Luni. Zgolj utrip v očeh evolucije. S svojo rastočo inteligenco je ta najuspešnejši od vseh sesalcev izkoriščal okolje za pridelavo hrane za vedno večje prebivalstvo. Kljub katastrofam, ko so se civilizacije preobremenile, se je ta proces nadaljeval, pravzaprav pospešil, še danes. Zdaj človeštvo išče hrano, ne samo na tem planetu, ampak na drugih. Morda je zdaj prišel čas, da ta proces obrnemo. Namesto nadzora nad okoljem v korist prebivalstva je morda čas, da nadzorujemo prebivalstvo, da omogočimo preživetje okolja.«— David Attenborough, v zaključku

## DVD in knjiga
Serija je na voljo v Združenem kraljestvu za Regiji 2 in 4 kot 4-disk DVD (BBCDVD1128, izdan 7. aprila 2003) in kot del The Life Collection. Njegove posebne funkcije vključujejo šest celovečernih filmov v zakulisju, datoteke dejstev, fotogalerijo, izvirno partituro in posebno 10-minutno montažo videa v glasbo.
Spremno knjigo Življenje sesalcev Davida Attenborougha (ISBN 0-563-53423-0) je 17. oktobra 2002 izdala založba BBC Books.
DVD in knjiga sta bila prevedena v druge jezike.
Nizozemska različica DVD-ja, ki jo je izdelal Evangelische Omroep, je odstranila vse omembe (med drugim) evolucije, fosilov in premika celin. Pripoved Davida Attenborougha je nadomestil ne vedno natančen nizozemski prevod, epizode pa so bile skrajšane. Deseta epizoda sploh ni bila predvajana na Evangelische Omroep in ni vključena na EO DVD serije. Nizozemska različica knjige vključuje celotno besedilo izvirne knjige, tako kot nizozemska jezikovna različica programa, ki ga je predvajala belgijska televizijska postaja Canvas.